# Йордан
33°11′12″ пн. ш. 35°37′09″ сх. д. / 33.18667° пн. ш. 35.61917° сх. д.
Йордан (заст. укр. Йорда́нь, Орда́нь; івр. נהר הירדן, Нагар га-Йарден; араб. نهر الأردن, nahr al-urdun) — річка в Західній Азії, якою проходить кордон між Ізраїлем і Йорданією. Бере початок на Голанських висотах. Тече тектонічною западиною Гхор, через озера Хула і Тиверіадське (Кинерет). Впадає в Мертве море. Довжина річки — 252 км, ширина — 30 м, глибина — 5 м. Площа басейну складає 18 тис. км². Притоки: Харод, Баніас.

## Фізичні характеристики

### Притоки
- Хасбані (араб. الحاصباني Хасбани, івр. שניר Сенира), має витоки у Лівані.
- Баньяс (араб. بانياس Баньяс, івр. חרמון Хермон), має витоки з гори Гермон.
- Дан (араб. اللدان Леддан, араб. דן дан), має витоки також з гори Гермон.
- Ійон (івр. עיון Ійон, араб. دردره Дердара або араб. براغيث Брагіф), має витоки у Лівані.

### Течія
Річка має швидку течію протяжністю 75 кілометрів до озера Хула, яке дещо вище за рівень Галілейського моря. Через 25 км після виходу з озера вона впадає до Галілейського моря. Кінцева ділянка Йордану похила, що зумовлює спокійну течію річки до місця впадання в Мертве море. Дві великі притоки впадають зі сходу на останній ділянці: річки Ярмук і Яббок. Середній стік Йордану 90 м³/с.

### Використання
Води Йордану сильно розбираються на зрошення в Ізраїлі, тому влітку у нижній течії річка майже пересихає (стік 10-15 м³/с).

## Згадки у Біблії
Єг. 19:33,22, Єг. 18:19-20,12,7, Єг. 17:5, Єг. 16:7,1, Єг. 17:5 і так далі. 5 М. 1-32, 4 М. 13:29, 4 М. 22:1, 4 М. 26:3,63, 4 М. 32:29, 4 М. 32:29 Та інші.

## Археологічні пам'ятки поблизу річки Йордан
У районі річки Йордан розташована велика кількість археологічних пам'яток, що належать до різних епох, від раннього палеоліту до епохи хрестових походів. Нижче наведені найвизначніші з них.
- Тель Кедеш — пагорб на захід від озера Хула. Залишки стародавнього міста Левітів і римського храму Аполлона.
- Хацор — найбільший тель в Ізраїлі. Розташований за 6 км на північ від Рош-Пінни і приблизно за 8 км на захід від моста Бнот-Яаков на Йордані. Знаходиться на місці стародавнього ханаанейского міста Хацор. В теперішній час розкопки продовжуються.
- Кацрін — залишки стародавнього міста епохи Талмуда, недалеко від однойменного міста Кацріна — адміністративного центру Голанських висот.
- Віфсаїда — руїни міста, розташовані на схід від Йордану біля місця його впадіння в озеро Кінерет.
- Коразім — стародавнє місто за 3,5 км на північ від Капернаума. Нині є архітектурно-археологічним заповідником.
- Капернаум — стародавнє місто на північно-західному узбережжі Кінерета.
- Бет-Йерах — недалеко від місця, де Йордан витікає з Кинерета.
- Убейдія — печера, археологічна пам'ятка доби плейстоцена. Знаходиться за три кілометри на південь від Кінерета.
- Бельвуар — фортеця хрестоносців у парку Кохав а-Ярден. Розташована за 20 км на південь від Кінерета, на плато Нафталі на висоті 500 метрів над долиною Йордану.
- Скитополіс — національний парк на місці розкопок біля сучасного Бейт-Шеана.
- Керен Сартаба — руїни фортеці Александріон часів династії Хасмонеїв, розташовані в заповіднику Сартаба.
- Армон Хішам — руїни палацу халіфа Хішама, зруйнованого землетрусом у 747 році, на північ від сучасного міста Єрихон.
- Тель Йерихо — руїни стародавнього Єрихона, одного з найдавніших міст на Землі, на схід від однойменного сучасного міста.
- Національний парк Кумран — реконструйоване стародавнє місто, що було дві тисячі років тому центром секти єссеїв.

## Галерея

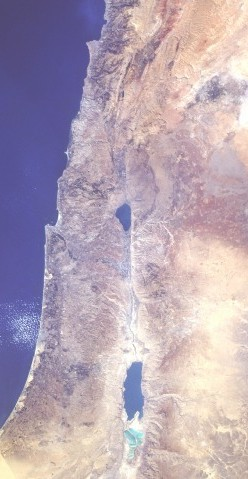
Північна частинна Йорданської рифтової долини, вид з космосу (NASA)
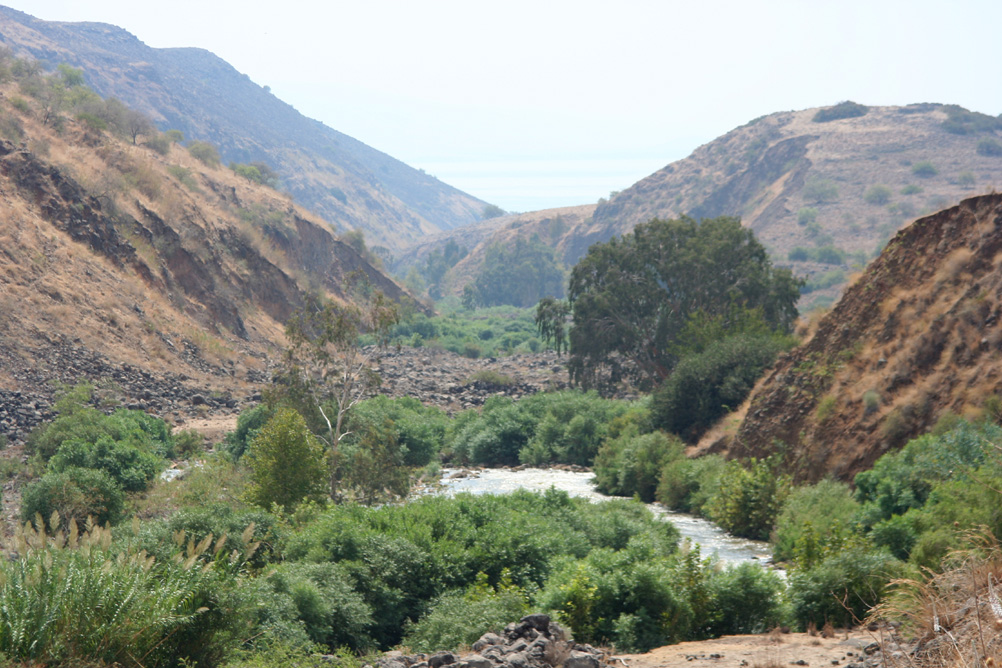
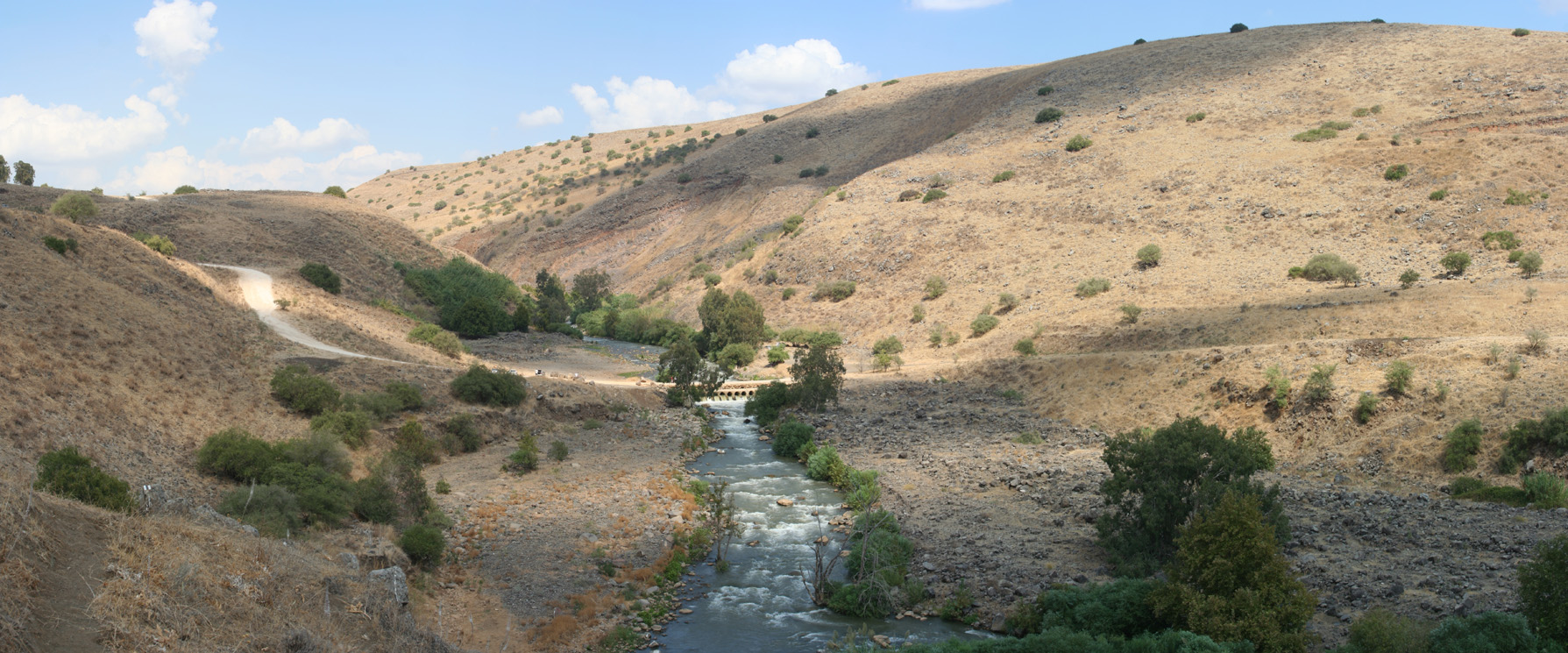
Верхів'я Йордану
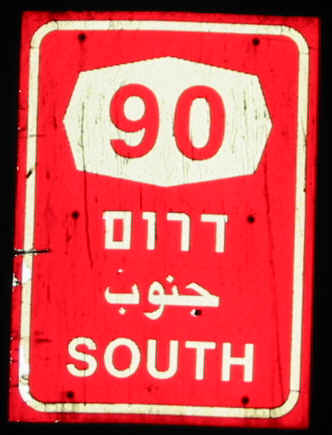
Дорожній знак